# Homicidio familiar de los Dardeen
Al anochecer del 18 de noviembre de 1987, la policía fue a la casa móvil de Russell Keith Dardeen, de 29 años y su familia en las afueras de Ina, Illinois, Estados Unidos, después de que no hubiera ido a trabajar aquel día. Allí encontraron los cuerpos de su mujer e hijo, brutalmente golpeados. Ruby Elaine Dardeen, de 30 años y embarazada de siete meses, había sido tan golpeada que se puso de parto, y el asesino o los asesinos también habían golpeado a la recién nacida hasta la muerte.
Los asesinatos aparentemente habían tenido lugar el día anterior. Los detectives al principio creyeron en el desaparecido Keith como el primer sospechoso. Al día siguiente, sin embargo, su cuerpo fue encontrado en un campo cercano. Había sido disparado y sus  genitales mutilados; su coche fue encontrado aparcado cerca de la comisaría de policía en Benton. El examen forense mostró que había muerto con una hora de diferencia de su familia, no se sabe si antes o después.
Los residentes de los condados de Jefferson y Franklin, que ya estaban temerosos después de que más de diez asesinatos hubieran tenido lugar localmente en los dos años anteriores, aún se volvieron más. Muchos empezaron a ir armados; algunos padecieron efectos psicológicos adversos. Los rumores aseguraban que los asesinatos eran obra de satanistas; la policía lo descartó así como otros motivos, principalmente por comportamiento ilícito como tráfico de drogas, juego o infidelidad marital. Pero la escena del crimen también descartó la violación o el robo como delitos asociados, y en ausencia de cualquier motivo claro o pistas el crimen quedó sin resolver.
Ningún sospechoso fue identificado en el cuádruple homicidio hasta los años 2000, cuando el asesino en serie Tommy Lynn Sells, luego de su juicio y condena a muerte por asesinar a una adolescente en Texas, reclamó haber cometido el crimen. Sin embargo, nunca fue acusado porque las autoridades de la prisión no lo dejaron salir del estado para ayudar a la policía del sur de Illinois con su investigación, y ellos así como los familiares de los Dardeen tienen dudas sobre su versión de los asesinatos.

## De fondo
Keith Dardeen, nacido en Mount Carmel, compró una casa remolque en 1986 después de completar la formación requerida para su trabajo como operador en la cercana planta de tratamiento de aguas de Rend Lake. Elaine, que era de Albion, un poco más cerca de Ina, se mudó allí poco después con su hijo de dos años, Peter. Alquilaron el terreno a una pareja de agricultores vecina. Keith trabajaba; y su mujer encontró también trabajo en una tienda de material de oficina en Mount Vernon, sede del Condado de Jefferson. Cuando no trabajaba, la pareja era parte del conjunto musical en una pequeña iglesia baptista en el pueblo. Keith cantaba mientras Elaine tocaba el piano.
En 1987 Elaine quedó embarazada del segundo hijo del matrimonio. Habían decidido llamarle Ian o Casey según fuera chico o chica. El inminente aumento en los miembros de la familia llevó a Keith y Elaine a considerar seriamente mudarse; a finales de año habían puesto la casa móvil en venta.
Sin embargo, esa no fue la única razón para la mudanza. Según Joeann Dardeen, la madre de Keith, él le había dicho que quería regresar a Mount Carmel incluso aunque no fuera capaz de encontrar trabajo allí antes de hacerlo, ya que lamentaba haberse trasladado a Ina, diciéndole que el área se había vuelto demasiado violenta. Hubo quince homicidios en el Condado de Jefferson durante los dos últimos años, comenzando con los cometidos por Thomas Odle, un adolescente de Mount Vernon que había matado a sus padres y tres hermanos uno a uno según fueron llegando a casa una noche en 1985.
Aunque Odle, así como algunos de los acusados de asesinato en los otros casos, habían sido condenados, los residentes de aquella área rural hasta entonces tranquila se habían vuelto temerosos y estresados. Un amigo de Keith dijo que, después de que una niña de diez años hubiera sido violada y asesinada en el área en mayo de 1987, Keith se había vuelto tan protector con su familia que una noche, cuando una joven llegó a la casa móvil preguntando si podía hacer una llamada de teléfono, él se negó a dejarla entrar.

## Descubrimiento de los cuerpos
El 18 de noviembre, Keith, que había sido un trabajador fiable en la planta de tratamiento, no acudió a su puesto. No había llamado para informar a su supervisor que no podría ir a trabajar, y las llamadas a su casa no fueron contestadas en todo el día. El supervisor llamó a ambos padres de Keith, que estaban divorciados pero todavía vivían uno cerca del otro en Mount Carmel. Ninguno sabía que podría haberle pasado a su hijo.
Don Dardeen, el padre de Keith, llamó a la oficina del sheriff del Condado de Jefferson y acordó ir hasta Ina con la llave de repuesto de la casa y reunirse con los agentes en la casa de su hijo y nuera, entre la Ruta de Illinois 37 y la antigua central ferroviaria de Illinois, ahora utilizada por la Union Pacific, justo al norte de la línea del Condado de Franklin. En el interior encontraron los cuerpos de Elaine, Peter y una recién nacida, todos metidos en la misma cama. Elaine y Peter habían sido atados y amordazados con cinta adhesiva; todos golpeados hasta la muerte– aparentemente con un bate de béisbol encontrado en la escena, un regalo por su tercer cumpleaños a Peter de su padre a principios de año. Elaine había sido golpeada tan brutalmente que había entrado en trabajo de parto y dado a luz una niña, que de inmediato conoció el mismo destino que su madre y hermano.
Keith no estaba presente, ni tampoco su coche, un Plymouth rojo de 1981. Los detectives supusieron que había matado a su mujer e hijos y huido. Un equipo de policía armada fue a la casa de su madre en Mount Vernon a buscarlo. La búsqueda terminó la tarde del día siguiente, sin embargo, cuándo un grupo de cazadores encontró su cuerpo en un campo de trigo no lejos del remolque, justo al sur de la línea del condado, cerca de la Rend Lake College. Había recibido tres disparos en el rostro; y su pene cortado. El Plymouth apareció aparcado delante de la comisaría de policía en Benton, 11 millas (18 km.) al sur de la casa de los Dardeen, con su interior salpicado de sangre.
Los cuerpos de la familia reposan en la actualidad en el cementerio Graceland en Albion, Condado de Edwards, Illinois.

### Efecto social
La noticia del espantoso crimen volvió a los residentes del área aún más temerosos que antes. Muchos empezaron a ir con escopetas visibles a sus negocios o armas visibles en las guanteras de sus vehículos. Después de los partidos de baloncesto del instituto, el alumnado esperaba en el edificio escolar a que sus padres entraran y los acompañaran hasta la parcela de aparcamiento para regresar a casa, en lugar de socializar en el exterior como normalmente hacían.
Los primeros informes de la policía sobre el crimen fueron limitados, y a veces contradictorios, lo que permitió que se extendieran los rumores. Los dos respectivos forenses de ambos condados diferían si Keith había muerto de un golpe en la cabeza o de un disparo; entre quienes informaron de lo primero, dijeron que  había sido causado cuando fue sacado del coche. Las circunstancias bajo las que Elaine dio a luz, quizás póstumamente, a su efímera hija, dio lugar a historias de que Casey (como la familia la llamó) había sido arrancada del vientre de su madre. Junto con la mutilación de los genitales de Keith, esto dio pie a la generalizada especulación de que había satanistas activos en el área que habían realizado un sacrificio ritual con la familia. También se postuló que el crimen fuera el trabajo, junto con otros tres asesinatos no resueltos locales, de un asesino en serie regional.
El doctor Richard Garretson, un médico de familia que actuaba como el forense del Condado de Jefferson, dijo al St. Louis Post-Dispatch a principios de diciembre que muchos de sus pacientes hablaban con él del caso y cómo les había perturbado. Un hombre que dijo vivir a media milla (900 m.) del remolque de la familia le dijo a Garretson que tenía dificultades para dormir y había perdido 14 libras (6,4 kg) a raíz del estrés. Tampoco podía dormir la hija de los alquiladores de los Dardeen, quien les dijo a sus padres años más tarde que mantenía encendida la luz de su dormitorio y leía toda la noche por miedo.
Robert Lewis, el forense del Condado de Franklin, sentía que gran parte del miedo era injustificado. "No pienso que haya una base racional para la histeria cercana", dijo al periódico, "Las personas se están asustando unas a otras". La gente estaba tan temerosa, dijo, que si alguien se quedaba sin gasolina en el condado ya no buscaba ayuda en ninguna casa cercana sino que caminaría hasta la carretera más cercana y haría autoestop.

## Investigación
Las policías locales unieron fuerzas con la Policía Estatal de Illinois para investigar el crimen. Un total de 30 detectives se dedicaron exclusivamente a seguir pistas y entrevistar hasta 100 personas. Ninguno encontró nada de interés. Un hombre arrestado fue liberado después de ser interrogado; así mismo, un compañero de trabajo de Keith con quien según los informes había discutido lo aclaró.
Nadie de los que conocían a la pareja tenía nada malo que decir de ellos. Una pequeña cantidad de marihuana fue encontrada en la casa remolque, pero no era suficiente como para sugerir que estuvieran implicados en tráfico. La policía incluso creía que esa marihuana podría habérsele caído al asesino o asesinos. Las autopsias no encontraron ni drogas ni alcohol en ninguna de las víctimas.
Los forenses determinaron la hora de muerte de todos los Dardeen dentro de una hora de diferencia. Los cuerpos en el remolque habían sido asesinados 12 horas antes de ser descubiertos, y Keith Dardeen había sido muerto entre 24 y 36 horas antes de ser hallado. Resolver esta cuestión, sin embargo, dificultaba determinar cómo había sido cometido el crimen, ya que el cuerpo de Keith fue encontrado fuera del remolque, y pudo haber sido asesinado en esa ubicación y no con su familia. En la casa remolque, el asesino o los asesinos aparentemente se habían tomado su tiempo no solo colocando el cuerpo de Elaine en la cama junto con los cuerpos de sus niños sino también limpiando superficialmente la escena, sugiriendo que no tenían prisa por marchar. La cantidad de esfuerzo aplicado condujo a la policía a teorizar que el crimen pudo haber tenido lugar por la noche: el remolque estaba junto a la Ruta 37, una concurrida carretera estatal, pero podía ser visto en la época desde la Interestatal 57 casi 2.000 pies (610 m.) al oeste. También era una pregunta abierta si había habido un asesino o varios.

### Motivos posibles
Determinar el motivo del agresor(es) fue particularmente difícil. La puerta posterior había quedado abierta; no había ninguna evidencia de entrada forzada. Una videograbadora y una cámara portátil de vídeo estaban a la vista en el salón. En otros lugares en la casa igualmente quedaron joyas y dinero en efectivo fácilmente accesibles. Estos hechos argumentaban en contra del robo como motivo. Elaine no había sido violada o agredida sexualmente.
La policía tampoco encontró ninguna evidencia de cualquier asunto extramarital que implicara a Keith o Elaine y que pudiera haber motivado en el otro una rabia celosa. Una pila de papeles con puntuaciones deportivas encontrada en la casa condujo a preguntarse si Keith podría haber incurrido en deudas de juego. Sin embargo, Joeann Dardeen dijo a la policía que su hijo era tan frugal que había reunido dinero para el fondo universitario de su hijo revendiendo latas de 50 céntimos de refresco en el trabajo por una pequeña ganancia.
A pesar del pánico que el caso provocó, Lewis, el forense del Condado de Franklin, no creyó que los Dardeen hubieran sido escogidos al azar. "Creo que fue algo muy personal, deliberado"  dijo al Post-Dispatch. Un experto policial en cultos dijo al diario que el rumor de que los responsables eran satanistas era falso; tales grupos a menudo mutilaban los cuerpos más extensamente, extraían órganos, y dejaban símbolos y velas encendidas en la escena de sus crímenes. Nada de ello había sido encontrado en el remolque de los Dardeen.
La policía, sin embargo, barajó la posibilidad de que, aunque los Dardeen fueron escogidos expresamente, pudo haber sido un caso de identidad equivocada por parte del asesino o asesinos, que se confundieron de víctimas. Joeann Dardeen dijo más tarde que había considerado otros motivos por los que alguien podría haber querido matar a su hijo y su familia. "Pienso que alguien quiso que Keith vendiera drogas y él lo rechazó", dijo en 1997. "O existe la posibilidad de que a alguien le guste Elaine y ella no acepte sus avances y él se enoje con los dos... Simplemente no lo sé".

### Continuando los esfuerzos
Finalmente, la policía agotó todas las pistas y tuvo que empezar a trabajar en otros casos. Dos perfiladores del FBI llegaron al área para revisar las evidencias. Aunque fueron capaces de hacer algunas sugerencias, en general encontraron que el delito desafiaba sus métodos analíticos típicos.
Joeann Dardeen trabajó sin descanso para mantener el interés del público. Durante los años 1990, llamó regularmente al detective todavía asignado al caso, ofreciéndole posibles pistas que hubiera encontrado o pidiendo cualquier información nueva que pudiera compartir. Reunió 3.000 firmas de residentes del área en una petición al The Oprah Winfrey Show, pidiendo a los productores realizar un segmento sobre los asesinatos de su hijo y su familia. La rechazaron, diciendo que el crimen era demasiado brutal para mostrarlo en horario diurno. América's Most Wanted tuvo una reacción similar al principio, pero después cambió de idea y le dedicó un segmento en 1998. La emisión no generó ninguna pista nueva.
La policía estuvo brevemente interesada en el asesino en serie Ángel Maturino Reséndiz, entonces conocido por su alias Rafael Resendes Ramirez, después de que se rindiera a las autoridades en Texas en 1999. A menudo viajaba por el país saltando a trenes de carga, escogiendo a sus víctimas cerca de las vías ferroviarias y a menudo golpeándolas hasta la muerte. Aunque tales elementos recordaban a los asesinatos de los Dardeen, las autoridades de Illinois nunca fueron capaces de conectarle con el crimen.

## Aparente confesión de Tommy Lynn Sells
Otro asesino en serie en Texas pronto atraería la atención de los detectives de Illinois. En el último día de 1999, Tommy Lynn Sells entró en el cuarto y cortó las gargantas de dos niñas en Del Rio, Texas. Una sobrevivió y ayudó a la policía en la identificación; siendo finalmente condenado y sentenciado a muerte por ese asesinato y otro más temprano en 1999, donde había asesinado a una chica en San Antonio. Mientras aguardaba el juicio, empezó a confesar otros asesinatos, cometidos mientras vagaba por el país, a veces también saltando a trenes de carga.
Uno de ellos fue el de la familia Dardeen. Sells explicó que no podía recordar los detalles de todos sus crímenes, lo que describió como una estrategia de defensa inconsciente debida al abuso sexual sufrido de niño en su natal Misuri, Bootheel, pero recordaba este. A mediados de los 1980, Sells vivía principalmente cerca de St. Louis, aproximadamente 90 millas (140 km.) al noroeste del Condado de Jefferson, y ganaba dinero trabajando en ferias y carnavales ambulantes, como peón jornalero, o a través del robo. Para esto último, a menudo hacía autoestop viajando con camioneros o se colaba entre las cargas, sin ningún destino particular en mente. "Adonde fuera, iría yo. Podría estar en Illinois hoy y en Oklahoma mañana", explicó Sells más tarde.
Fue de esta manera de transporte que se familiarizó con el área de Ina. En un viaje a través del Condado de Jefferson en noviembre de 1987, reclamó en 2010 haber conocido a Keith en una parada de camiones cerca de Mount Vernon o, en una versión diferente, en un salón de billar local. En ambas versiones, dijo, Keith le invitó a casa a cenar. Después de la comida, Sells sencillamente planeaba continuar viaje, pero entonces Keith presuntamente provocó su rabia haciéndole una proposición sexual, en una de las versiones un trío con Elaine.
Furioso, obligó a Keith a punta de pistola a conducir hasta donde su cuerpo fue encontrado, le disparó y mutiló, luego regresó al remolque a matar a Elaine y Peter, que eran testigos, "Estaba tan cabreado que lo llevé al límite máximo... La rabia no tiene un botón de parada". Esto explicaría por qué había matado también al bebé que Elaine había dado a luz durante el crimen.
En una tercera versión, Sells prescindió totalmente del encuentro con Keith y la proposición sexual. Según esta nueva cuenta, saltó de una carga cerca de Ina. Cuando vio la casa remolque de los Dardeen con su cartel de "Se vende" delante, vio una oportunidad para un asesinato. Después de beber unas cervezas y esperar el momento oportuno, golpeó en la puerta y dijo a un Keith cauteloso que estaba interesado en comprar la casa móvil. Entonces venció a Keith, lo hizo atar y amordazar a su esposa e hijo con cinta americana, y le obligó a conducir su automóvil al campo cercano a punta de pistola, donde le cortó el pene, diciéndole que se lo iba a llevar a Elaine, después le disparó y lo dejó allí. En el remolque violó a Elaine, y después golpeó a Peter, Elaine y la neonata hasta la muerte. Después de limpiar un poco, condujo el coche de Keith  hasta Benton.

### Dudas sobre la veracidad de la confesión
Para algunos detectives, la ejecución de Sells en 2014 en Texas hizo justicia para los Dardeen también. Nunca fue acusado por sus asesinatos, pero, "sigue siendo el sospechoso número uno" dijo el abogado Douglas Hoffman del Condado de Jefferson, una semana después de la ejecución. El sheriff Roger Mulch estuvo de acuerdo. El alguacil adjunto del condado que entrevistó a Sells en su celda de Texas dijo que sabía detalles del crimen que se habían mantenido confidenciales.
Pero incluso están de acuerdo en que Sells pudo haber añadido detalles a su historia, como se sabía que hacía, algo que ha dejado considerables dudas sobre muchos de los asesinatos que confesó. Otros investigadores están menos seguros. Si bien lo contado por Sells es compatible con los hechos generales del caso, dicen, la mayoría de lo que dijo había sido informado públicamente.
Cuando se le preguntó por alguna información que no había sido compartida con los medios de comunicación, parecía menos fiable. Su reclamación sobre en qué asiento del Plymouth fue disparado Keith fue desmentido por la evidencia. Y cuando se le preguntó cómo estaba el cuerpo de Elaine colocado, al principio contestó incorrectamente, y después correctamente, lo cual pudo haber sido meramente una suposición afortunada.
"Sé que la gente tiene sus dudas" dijo Sells en su entrevista de 2010 con el The Southern Illinoisan. "Dicen que no hay evidencia física que me vincule a los Dardeen, pero no hubo ninguna porque no me estaban buscando. Me mudé. Siempre fui transitorio".
La policía en Texas confirmó que Sells era responsable de 22 asesinatos, pero llegó a creer que, en imitación consciente de otro asesino en serie de Texas, Henry Lee Lucas, intentó evitar la pena de muerte confesando crímenes que no había cometido y aprovechando el agradecimiento del sistema judicial. Sus colegas de Illinois querían llevarle a Ina para comprobar cuánto conocía del área y las ubicaciones relevantes para los asesinatos; reclamando que les podría dirigir a posibles evidencias. Sin embargo, la ley de Texas no permite que los prisioneros en el corredor de la muerte sean sacados del estado, y las autoridades allí estaban poco dispuestas a encontrar una manera de hacer una excepción. Así que Duncan se negó a presentar cargos por asesinato debido a la carencia de evidencias suficientes.
Las dudas sobre la confesión de Sells no se limitaban a los agentes locales. A amigos y familia tampoco les cuadraban algunas de sus reclamaciones. Por ejemplo, dudan que Keith hubiera invitado a casa a un forastero que acababa de conocer e incluso invitándolo a una cena con la familia, especialmente dado el miedo creciente en el área después de todos los asesinatos sucedidos en dos años. "Si no dejó a una chica joven entrar a utilizar el teléfono, menos iba a dejar a un hombre de 22 años" dijo un amigo, refiriéndose a la edad de Sells en aquel tiempo.
También encuentran la reclamación de Sells de que Keith le hizo un avance homosexual como improbable. Nunca le percibieron el menor interés en los de su propio sexo, y la policía no encontró ninguna evidencia de ello durante su investigación. Los detectives que entrevistaron a Sells creen que si mató a los Dardeen, inventó ese detalle para hacer parecer el crimen más justificable; al confesar otros crímenes, él a menudo incluyó historias similares para hacer parecer como que las víctimas le habían provocado.

#### Opinión de Joeann Dardeen
La posición de Joeann Dardeen sobre la confesión de Sells evolucionó. En 2000, cuando la primera confesión fue informada, dijo al Chicago Tribune que estaba tan segura como la policía de que era sospechoso. Creía que solo hablando con él podría aclarar cualquier duda persistente. "Siempre he querido saber cada detalle" dijo. "Algunas personas pueden creer que es sangriento. Pero cuando alguien hace algo (a mi familia), quiero saber por qué".
Siete años más tarde, en el 20.º aniversario de los asesinatos, un año después de que la fecha de ejecución inicial de Sells se hubiera suspendido para que un tribunal de apelaciones federal pudiera considerar una pregunta sobre su estado mental, dijo que estaba "un 99 por ciento segura" y expresó otra vez su interés en hablar con Sells. "Hay un poco de duda. No es que no lo haya hecho; estoy preguntándome si quizás alguien le ayudó".
En su entrevista de 2010, Sells era escéptico de que tal conversación pudiera cumplirse. "Joeann quiere hablar conmigo. Si quiere venir aquí y charlar, gritarme, golpearme, pegarme, ella debería tener ese derecho" dijo. Pero comentó que ninguna disculpa podría darle un cierre. "Lo siento. No lo va a cortar. ¿Qué hay que decir? Podría pedirle perdón todos los días el resto de mi vida. No va a parar su dolor, y una cosa que sí sé es el dolor, y no desaparece".
Nunca llegaron a charlar. En 2014 al momento de la ejecución de Sells, Joeann ya no creía que fuera quién había matado a su hijo, nuera y nietos. "Quería que se mantuviera vivo hasta que supiera positivamente que no lo hizo" dijo a Associated Press poco después. "Lo que dijo no concuerda con lo que sé sobre Keith", dijo a Pat Gauen, el reportero del Post-Dispatch que cubrió el caso en 1987. "Muchas personas piensan que ya está hecho, pero para mí no".